# Stomotoca pterophylla
Stomotoca pterophylla är en nässeldjursart som beskrevs av Ernst Haeckel 1879. Stomotoca pterophylla ingår i släktet Stomotoca och familjen Pandeidae. Inga underarter finns listade i Catalogue of Life.